# Kirian Rodríguez
Kirian Rodríguez Concepción (Candelaria, 5 marzo 1996) è un calciatore spagnolo, centrocampista del Las Palmas.

## Caratteristiche tecniche
È un centrocampista offensivo.

## Carriera
Nato a Candelaria e cresciuto nel settore giovanile del Las Palmas, dove approda nel 2014 proveniente dall'Ofra, inizia la propria carriera fra le file del Las Palmas Atlético, con cui debutta l'11 febbraio 2018 in occasione dell'incontro di Segunda División B pareggiato 0-0 contro il Marbella FC; due mesi più tardi, il 15 aprile, realizza la sua prima rete nell'ampia vittoria casalinga per 4-1 sul Lorca Deportiva.
Il 14 settembre rinnova il proprio contratto per due stagioni ed il 2 giugno seguente debutta in prima squadra giocando gli ultimi dieci minuti dell'incontro di Segunda División pareggiato 0-0 contro l'Almería; due settimane più tardi viene definitivamente promosso in prima squadra. Il 20 luglio 2020 trova la sua prima rete in seconda divisione aprendo le marcature nella sfida casalinga vinta 5-1 contro l'Extremadura UD.
Il 1º agosto 2022 annuncia di aver contratto il linfoma di Hodkin, e che inizierà il processo di cure.

## Statistiche

### Presenze e reti nei club
Statistiche aggiornate al 14 febbraio 2024.
| Stagione                   | Squadra                    | Campionato    | Campionato | Campionato | Coppe nazionali | Coppe nazionali | Coppe nazionali | Coppe continentali | Coppe continentali | Coppe continentali | Altre coppe | Altre coppe | Altre coppe | Totale | Totale | Totale |
| Stagione                   | Squadra                    | Comp          | Pres       | Reti       | Comp            | Pres            | Reti            | Comp               | Pres               | Reti               | Comp        | Pres        | Reti        | Pres   | Reti   |        |
| -------------------------- | -------------------------- | ------------- | ---------- | ---------- | --------------- | --------------- | --------------- | ------------------ | ------------------ | ------------------ | ----------- | ----------- | ----------- | ------ | ------ | ------ |
| 2017-18                    | Las Palmas Atlético        | SDB           | 12         | 1          | -               | -               | -               | -                  | -                  | -                  | -           | -           | -           | 12     | 1      |        |
| 2018-19                    | Las Palmas Atlético        | SDB           | 36         | 3          | -               | -               | -               | -                  | -                  | -                  | -           | -           | -           | 36     | 3      |        |
| Totale Las Palmas Atlético | Totale Las Palmas Atlético | SDB           | 48         | 4          | -               | -               | -               | -                  | -                  | -                  | -           | -           | -           | 48     | 4      |        |
| 2018-19                    | Las Palmas                 | SD            | 2          | 0          | CR              | 0               | 0               | -                  | -                  | -                  | -           | -           | -           | 2      | 0      |        |
| 2019-20                    | Las Palmas                 | SD            | 26         | 1          | CR              | 2               | 1               | -                  | -                  | -                  | -           | -           | -           | 28     | 2      |        |
| 2020-21                    | Las Palmas                 | SD            | 33         | 0          | CR              | 2               | 0               | -                  | -                  | -                  | -           | -           | -           | 35     | 0      |        |
| 2021-22                    | Las Palmas                 | SD            | 32+2       | 5          | CR              | 1               | 0               | -                  | -                  | -                  | -           | -           | -           | 35     | 5      |        |
| 2022-23                    | Las Palmas                 | SD            | 5          | 0          | CR              | 0               | 0               | -                  | -                  | -                  | -           | -           | -           | 5      | 0      |        |
| 2023-24                    | Las Palmas                 | PD            | 23         | 5          | CR              | 1               | 0               | -                  | -                  | -                  | -           | -           | -           | 24     | 5      |        |
| 2023-24                    | PD                         | 21            | 0          | CR         | 0               | 0               | -               | -                  | -                  | -                  | -           | -           | 21          | 0      |        |        |
| Totale Las Palmas          | Totale Las Palmas          | SD + PD       | 121+2      | 11         | CR              | 6               | 1               | -                  | -                  | -                  | -           | -           | -           | 129    | 12     |        |
| Totale carriera            | Totale carriera            | SDB + SD + PD | 171        | 15         | CR              | 6               | 1               | -                  | -                  | -                  | -           | -           | -           | 177    | 16     |        |